# 1500 metros
1500 metros é a principal corrida de meio-fundo em pista do atletismo, disputada desde os primeiros Jogos Olímpicos da Era Moderna em Atenas 1896. Os requisitos para a corrida são similares aos dos 800 metros, com uma maior ênfase na resistência aeróbica e menor na velocidade pura. É uma prova essencialmente aeróbica mas condições físicas anaeróbicas são também necessárias. Ela consiste de três voltas e +3/4 de volta numa pista de atletismo padrão de 400 metros. Os atletas largam um ao lado do outro na extensão lateral total da pista e são autorizados a correr após a largada sem respeitar raias pré-estabelecidas.
O primeiro campeão olímpico foi Edwin Flack, da Austrália, que também ganhou a medalha de ouro nos 800 metros. Introduzida para as mulheres em Munique 1972, a primeira campeã foi a soviética Lyudmila Bragina. O recordista mundial da prova é o marroquino Hicham El Guerrouj, com a marca de 3:26.00, conquistada em Roma em 1998; entre as mulheres o recorde é da queniana Faith Kipyegon, 3:48.68, em Eugene, 2025.

## História
Não há registros da disputa desta prova na Antiguidade. Ela começou a ser disputada na França, no final do século XIX, como a distância métrica correspondente à clássica corrida da milha (1609 m). O primeiro recorde registrado foi do francês Julin Borel, 4.24.6, que a conseguiu em Paris em 22 de maio de 1892, poucos anos da ressurreição dos antigos Jogos Olímpicos feita pelo barão Pierre de Coubertin.
A primeira marca reconhecida pela Federação Internacional de Atletismo – IAAF é a do norte-americano Abel Kiviat, em Cambridge, Estados Unidos – 3.55.8 – em 8 de junho de 1912, durante a seletiva norte-americana para os Jogos de Estocolmo 1912.
Grã-Bretanha e Estados Unidos tem uma grande tradição histórica de vitórias e medalhas olímpicas nesta prova mas nas últimas décadas ela vem sendo completamente dominada por atletas africanos, especialmente do Quênia  e da África do Norte. No feminino, a disputa mais acirrada é entre a Rússia e atletas da Europa Oriental  e as africanas.

## Recordes
De acordo com a Federação Internacional de Atletismo – IAAF.
Homens
| Recorde          | Tempo   | Atleta             | País           | Data          | Local      |
| Recorde mundial  | 3:26.00 | Hicham El Guerrouj | Marrocos       | 14 julho 1998 | Roma       |
| Recorde olímpico | 3:27.65 | Cole Hocker        | Estados Unidos | 6 agosto 2024 | Paris 2024 |

Mulheres
| Recorde          | Tempo   | Atleta         | País   | Data          | Local       |
| Recorde mundial  | 3:48.68 | Faith Kipyegon | Quénia | 5 julho 2025  | Eugene      |
| Recorde olímpico | 3:53.11 | Faith Kipyegon | Quénia | 6 agosto 2021 | Tóquio 2020 |

## Melhores marcas mundiais
As marcas abaixo são de acordo com a World Athletics.

### Homens
| Posição | Tempo   | Atleta             | País     | Data            | Local    |
| ------- | ------- | ------------------ | -------- | --------------- | -------- |
| 1       | 3:26.00 | Hicham El Guerrouj | Marrocos | 14 julho 1998   | Roma     |
| 2       | 3:26.12 | Hicham El Guerrouj | Marrocos | 24 agosto 2001  | Bruxelas |
| 3       | 3:26.34 | Bernard Lagat      | Quénia   | 24 agosto 2001  | Bruxelas |
| 4       | 3:26.45 | Hicham El Guerrouj | Marrocos | 12 agosto 1998  | Zurique  |
| 5       | 3:26.69 | Asbel Kiprop       | Quénia   | 17 julho 2015   | Mônaco   |
| 6       | 3:26.73 | Jakob Ingebrigtsen | Noruega  | 12 julho 2024   | Mônaco   |
| 7       | 3:26.89 | Hicham El Guerrouj | Marrocos | 16 agosto 2002  | Zurique  |
| 8       | 3:26.96 | Hicham El Guerrouj | Marrocos | 8 setembro 2002 | Rieti    |
| 9       | 3:27.14 | Jakob Ingebrigtsen | Noruega  | 16 julho 2023   | Chorzów  |
| 10      | 3:27.21 | Hicham El Guerrouj | Marrocos | 11 agosto 2000  | Zurique  |

### Mulheres
| Posição | Tempo   | Atleta         | País      | Data             | Local    |
| ------- | ------- | -------------- | --------- | ---------------- | -------- |
| 1       | 3:48.68 | Faith Kipyegon | Quénia    | 5 julho 2025     | Eugene   |
| 2       | 3:49.04 | Faith Kipyegon | Quénia    | 7 julho 2024     | Paris    |
| 3       | 3:49.11 | Faith Kipyegon | Quénia    | 2 junho 2023     | Florença |
| 4       | 3:50.07 | Genzebe Dibaba | Etiópia   | 17 julho 2015    | Mônaco   |
| 5       | 3:50.30 | Gudaf Tsegay   | Etiópia   | 20 abril 2024    | Xiamen   |
| 6       | 3:50.37 | Faith Kipyegon | Quénia    | 10 agosto 2022   | Mônaco   |
| 7       | 3:50.46 | Qu Yunxia      | China     | 11 setembro 1993 | Pequim   |
| 8       | 3:50.62 | Gudaf Tsegay   | Etiópia   | 16 agosto 2025   | Chorzów  |
| 9       | 3:50.72 | Faith Kipyegon | Quénia    | 16 setembro 2023 | Eugene   |
| 10      | 3:50.83 | Jessica Hull   | Austrália | 7 julho 2024     | Paris    |

## Melhores marcas olímpicas
As marcas abaixo são de acordo com o Comitê Olímpico Internacional – COI.

### Homens
| Posição | Tempo   | Atleta             | País           | Medalha | Local       |
| ------- | ------- | ------------------ | -------------- | ------- | ----------- |
| 1       | 3:27.65 | Cole Hocker        | Estados Unidos | ouro    | Paris 2024  |
| 2       | 3:27.79 | Josh Kerr          | Reino Unido    | prata   | Paris 2024  |
| 3       | 3:27.80 | Yared Nuguse       | Estados Unidos | bronze  | Paris 2024  |
| 4       | 3:28.24 | Jakob Ingebrigtsen | Noruega        |         | Paris 2024  |
| 5       | 3:28.32 | Jakob Ingebrigtsen | Noruega        | ouro    | Tóquio 2020 |
| 6       | 3:29.01 | Timothy Cheruiyot  | Quénia         | prata   | Tóquio 2020 |
| 7       | 3:29.05 | Josh Kerr          | Reino Unido    | bronze  | Tóquio 2020 |
| 8       | 3:29.45 | Hobbs Kessler      | Estados Unidos |         | Paris 2024  |
| 9       | 3:29.54 | Niels Laros        | Países Baixos  |         | Paris 2024  |
| 10      | 3:29.56 | Abel Kipsang       | Quénia         |         | Tóquio 2020 |

### Mulheres
| Posição | Tempo   | Atleta            | País        | Medalha | Local          |
| ------- | ------- | ----------------- | ----------- | ------- | -------------- |
| 1       | 3:51.29 | Faith Kipyegon    | Quénia      | ouro    | Paris 2024     |
| 2       | 3:52.56 | Jessica Hull      | Austrália   | prata   | Paris 2024     |
| 3       | 3:52.61 | Georgia Bell      | Reino Unido | bronze  | Paris 2024     |
| 4       | 3:52.75 | Diribe Welteji    | Etiópia     |         | Paris 2024     |
| 5       | 3:53.11 | Faith Kipyegon    | Quénia      | ouro    | Tóquio 2020    |
| 6       | 3:53.37 | Laura Muir        | Reino Unido |         | Paris 2024     |
| 7       | 3:53.96 | Paula Ivan        | Romênia     | ouro    | Seul 1988      |
| 8       | 3:54.50 | Laura Muir        | Reino Unido | prata   | Tóquio 2020    |
| 9       | 3:55.10 | Diribe Welteji    | Etiópia     |         | Paris 2024     |
| 10      | 3:55.30 | Hassiba Boulmerka | Argélia     | ouro    | Barcelona 1992 |

* A marca de Diribe Welteji (3:55.10) foi conseguida nas semifinais de Paris 2024.

## Marcas da lusofonia
| País                | Masculino | Atleta          | Ano  | Local        | Feminino | Atleta             | Ano  | Local        |               |
| Portugal            | 3:30.07   | Rui Silva       | 2002 | Mônaco       | 3:57.71  | Carla Sacramento   | 1998 | Mônaco       | [ 11 ]        |
| Brasil              | 3:33.25   | Hudson de Souza | 2005 | Rieti        | 4:07.30  | Juliana dos Santos | 2010 | San Fernando | [ 12 ]        |
| Moçambique          | 3:39.41   | Flávio Shoule   | 2013 | Stellenbosch | 4:01.50  | Maria Mutola       | 2002 | Roma         | [ 13 ] [ 14 ] |
| Angola              | 3:39.54   | João Ntiyamba   | 1992 | Barcelona    | 4:17.35  | Neide Dias         | 2019 | Braga        | [ 15 ] [ 16 ] |
| Cabo Verde          | 3:45.94   | Samuel Freire   | 2017 | Bilbao       | 4:16.06  | Carla Mendes       | 2019 | Huelva       | :588,760      |
| Guiné-Bissau        | 4:00.41   | Alfabah Bah     | 2077 | Uster        | 4:59.15  | Suaila Sá          | 2014 | Trento       | :621,760      |
| São Tomé e Príncipe | 4:02.3    | António Paraiso | 1984 | Luanda       | 4:30.87  | Eurídice Borges    | 2000 | Barcelona    | :621,761      |